# Pepsodent
Pepsodent è un marchio di una linea di prodotti per l'igiene dentale prodotti e distribuiti dalla Unilever in tutto il mondo, ad eccezione degli Stati Uniti e del Canada, dove il marchio è stato rilevato dalla Church & Dwight nel 2003.

## Storia
Il prodotto è stato lanciato sul mercato all'inizio degli anni venti. Inizialmente la campagna promozionale della Pepsodent puntava l'attenzione sul presunto ingrediente conosciuto come Irium, in realtà il laurilsolfato di sodio, un tensioattivo ionico economico. Tuttavia, un discorso fatto nel 1994 da Reed Hundt, all'epoca presidente della FCC, chiarì che l'"Irium" menzionato dalla pubblicità di Pepsodent "non esiste".
Negli anni trenta fu montato un enorme cartellone pubblicitario animato al neon, che vedeva una ragazzina su un'altalena, appesa ad un edificio a Times Square, a New York. Questo cartellone è ripreso nel film "King Kong del 1933 ed è stato riprodotto fedelmente nel remake del 2005 King Kong.